# Miguel Falero
Miguel Falero Correa (Ciudad de la Costa, Canelones, 17 de mayo de 1957) es un entrenador y exfutbolista uruguayo. Jugaba como mediocampista. Actualmente es Director Deportivo del Club Sport Emelec de la ciudad de Guayaquil- Ecuador.

## Trayectoria

### Como futbolista
Miguel Falero nació el 17 de mayo de 1957 en Ciudad de la Costa, Departamento de Canelones, Uruguay. Su padre era boxeador profesional y falleció en Guayaquil en el año 2012. Está casado con Sara Carmen Zuccarino Durán; de dicho matrimonio procrearon dos hijas, Stefanía y Ecaterina (nacida en Grecia). Cursó sus estudios primarios en la Escuela N° 96, Nuevo París, mientras que los secundarios en el Liceo N° 6, Francisco Bauzá. Se graduó de «Técnico en Fútbol» en el Instituto Superior de Educación Física de Montevideo en el año 1991.
Se formó en Misiones FC 1975; sin embargo debutó de manera profesional en 1977 con el Club Sport Emelec de Ecuador donde jugó hasta 1978. En 1979 fichó por el Club Atlético Progreso de su país; consiguió el ascenso a la Primera División de Uruguay en el mismo año en que se unió a la institución.
Tras destacadas actuaciones con el modesto Progreso, Falero llamó fuertemente la atención del Club Atlético Peñarol, llegando a firmar un contrato profesional en 1981. Durante su paso por Peñarol logró conseguir cuatro títulos (repartidos en Copa Libertadores de América, Primera División de Uruguay y Copa Intercontinental). En 1984 fichó por el Club Atlético Platense de Argentina, teniendo así un paso por el fútbol gaucho. Al siguiente año regresó al Club Atlético Progreso y luego fichó por el Apollon Smyrnis de Grecia, en 1986 mismo.
Desde 1987 a 1990 jugó para el Club Atlético Defensor de Uruguay (1987 y 1990) y Club Sport Emelec de Ecuador (1988-1990). Después de su retiro como futbolista se convertiría en entrenador de fútbol.
Fue internacional con la Selección de fútbol de Uruguay desde 1980 hasta 1983.

### Como entrenador
Comenzó su carrera como entrenador en 1991, siendo asistente técnico de Juan Auntchaín en el Club Atlético Defensor en donde consiguieron ganar el Campeonato Uruguayo de Fútbol 1991. Posteriormente, en 1992, dirigió al Club Atlético Cerro donde pasó sin penas ni glorias, finalmente fue cesado de su puesto un año más tarde. Luego, en el año 1993, tomó las riendas del Centro Cultural y Deportivo El Tanque Sisley, antes de dirigir al Club Social y Deportivo Huracán Buceo en 1994.
En el año 1997 se convirtió en entrenador del Montevideo Wanderers; desafortunadamente, el club estaba pasando por una terrible crisis deportiva y financiera que culminó con el descenso de 1998, mismo año en que fue cesado de su puesto. Posterior a eso, trabajó como asistente técnico en los clubes Libertad de Paraguay en 2001, y Defensor de Uruguay en 2003.
En 2005 regresaría al Ecuador, pero como técnico del Delfín Sporting Club de la Serie B. Un año más tarde desistió de su puesto, y regresó a su país natal para dirigir al Club Atlético Atenas de San Carlos hasta el año 2007. En ese mismo año fue nombrado asistente técnico de la Sociedad Deportivo Quito de la Serie A donde permaneció solamente un año, y en el siguiente año ocupó el mismo puesto en el Club Sport Emelec.
En 2008 se convirtió en asistente técnico de su compatriota Aníbal Ruiz en el Cúcuta Deportivo de la Categoría Primera A de Colombia. Dos años después, ocupó el mismo cargo en el Club Deportivo Universidad de San Martín de Porres de la Primera División del Perú.
En 2011 llegó a Honduras para dirigir a la Selección de fútbol sub-23 de Honduras; al año siguiente pasó a la selección absoluta de Honduras como asistente técnico del colombiano Luis Fernando Suárez. Tras finalizar su contrato como asistente técnico se perfiló como uno de los principales candidatos a sustituir a Luis Fernando Suárez en la Selección de fútbol de Honduras.

## Clubes

### Como futbolista
| Club            | País      | Año       |
| --------------- | --------- | --------- |
| Emelec          | Ecuador   | 1977-1978 |
| Progreso        | Uruguay   | 1979-1980 |
| Peñarol         | Uruguay   | 1981-1983 |
| Platense        | Argentina | 1984      |
| Progreso        | Uruguay   | 1985      |
| Apollon Smyrnis | Grecia    | 1985-1986 |
| Defensor        | Uruguay   | 1987      |
| Emelec          | Ecuador   | 1988-1989 |
| Defensor        | Uruguay   | 1990      |

### Como entrenador
| Club                      | País     | Año       |
| ------------------------- | -------- | --------- |
| Cerro                     | Uruguay  | 1992      |
| El Tanque Sisley          | Uruguay  | 1993      |
| Huracán Buceo             | Uruguay  | 1994      |
| Montevideo Wanderers      | Uruguay  | 1997-1998 |
| Delfín SC                 | Ecuador  | 2005      |
| Atenas de San Carlos      | Uruguay  | 2006-2007 |
| Selección nacional sub-23 | Honduras | 2011      |
| Cerro                     | Uruguay  | 2015      |
| Real España               | Honduras | 2015-2016 |
| Atenas de San Carlos      | Uruguay  | 2018      |
| Selección nacional sub-23 | Honduras | 2021      |
| Real España               | Honduras | 2023-2024 |

## Palmarés

### Como futbolista
| Título            | Club     | País    | Año  |
| ----------------- | -------- | ------- | ---- |
| Segunda División  | Progreso | Uruguay | 1979 |
| Primera División  | Peñarol  | Uruguay | 1981 |
| Primera División  | Peñarol  | Uruguay | 1982 |
| Primera División  | Defensor | Uruguay | 1987 |
| Copa Libertadores | Peñarol  | Uruguay | 1982 |
| Primera División  | Emelec   | Ecuador | 1988 |